# Convolvulus althaeoides
Convolvulus althaeoides – вид рослин родини берізкові (Convolvulaceae). althaeoides — «Althaea», oides — «подібний».

## Опис
Це багаторічна, волохата, з деревною основою, з тонкими стеблами, до метра завдовжки, з розгалуженим кореневищем трав'яниста рослина. Почергові перисті листки 2–3 см в довжину і до 2,5 см ушир. Віночок 2,5–4 см завдовжки і шириною 2–3 см, рожево-бузковий колір. Капсули 7–9 мм. Насіння ≈ 4,5 × 3 мм, горбкувате, коричневе. Цвіте з травня по липень (жовтень).

## Поширення
Африка: Алжир; Єгипет; Лівія; Марокко; Туніс; Чад; Малі; Мавританія. Західна Азія: Туреччина. Південна Європа: Албанія; Болгарія; Колишня Югославія; Греція [вкл. Крит]; Італія [вкл. Сардинія, Сицилія]; Румунія; Франція [вкл. Корсика]; Португалія; Іспанія — Балеарські острови, Канарські острови. Населяє канави, схили, занедбані й оброблені поля, пустирі, сади і т.д; 0-1500 м.